# Atocha (Bolivia)
Atocha es una localidad y un municipio de Bolivia, ubicado en la provincia de Sud Chichas en el departamento de Potosí al suroeste del país. El municipio cuenta con una población de aproximadamente 10 000 habitantes y se encuentra a una altitud de 3.658 metros sobre el nivel del mar.

## Toponimia
El origen del nombre de Atocha se remonta a tiempos de la colonia. Algunos aseveran que se debe al apellido de algún español o en su defecto a que éste era oriundo de una región de España llamada Atocha, las referencias sobre sus primeros habitantes son aún motivo de investigación. 

## Historia

### Época colonial
Los primeros asentamientos humanos realizados por los españoles se registraron en la población de Atocha Vieja, como consecuencia de la existencia de minerales. Estos habían instalado un ingenio rudimentario que funcionaba solo con energía hidráulica, el cual procesaba minerales de los alrededores. Atocha Vieja se encuentra ubicada sobre el mismo río a una distancia de kilómetro y medio aproximadamente de la actual población de Atocha. Atocha cuenta con su patrono, el Señor de Burgos, al cual sus fieles atribuyen milagros. El Señor de Burgos, llamado así desde su llegada según cuentan las versiones recopiladas, es uno de los santos a los cuales los españoles veneraban, quedando de esta forma en las tradiciones y costumbres de la población atocheña. En 1570, se produjo un movimiento de carácter científico con la llegada de las expediciones al Alto Perú, en la que sobresale el austriaco Tadeo Haenke, devoto de Puma Fadias, quien fijó su atención en Atocha (ahora Atocha Vieja), un pueblito prendido a las faldas del cerro, en cuyas entrañas guardaban ricos yacimientos de mineral, es ahí entonces que los españoles concentraban toda la riqueza de oro y plata, que era reunida en diferentes centros de producción, determinando de esta manera la construcción de un templo; en honor al Señor de Burgos. Posteriormente, año tras año se realiza una fiesta, que otrora tuvo su brillo y esplendor ocupando el sitial preferente, cuando visitaban alrededor de 600 a 700 feligreses entre trabajadores mineros, gente del interior y turistas.

### Época republicana
Una fecha destacada para Atocha fue la visita del mariscal Antonio José de Sucre en su retirada de la presidencia como consecuencia del Tratado de Piquiza, impuesto por el invasor Gamarra, el 12 de julio de 1827. Atocha albergó al padre de la patria y en esta localidad el mariscal Sucre, escribió su última carta en territorio boliviano, la misma que estuvo dirigida a Francisco Burdett O'Connor, en fecha 12 de agosto de 1828.

### SigloXX
El 22 de noviembre de 1912, se inició la construcción de 3 casas del ferrocarril Antofagasta – Bolivia a cargo de su primer empleado, señor don Pablo Ivanovic y desde entonces se denomina Atocha nueva, otros lo llaman “Punta Rieles”: A partir del año 1913 la localidad de Atocha nueva, adquirió mayor importancia como consecuencia de la construcción de la línea férrea desde Oruro. 
En el año de 1963 en la gestión presidencial del Dr. Víctor Paz Estenssoro, mediante Ley N.º 245 del 21 de septiembre, se creó la segunda sección municipal de la provincia de Sud Chichas, con su capital Atocha, cuya circunscripción comprendió los cantones de: Chocaya, Portugalete, San Vicente, Santa Bárbara, Tacmari, Guadalupe y Chorolque Viejo. Se nombró como primer alcalde a Lucio Huarachi Morejón, quien tomó posesión el 24 de octubre del mismo año. El 8 de diciembre de 1963, fue inaugurada solemnemente la segunda sección municipal, produciéndose manifestaciones apoteósicas, grandes desfiles, bailes sociales y populares. La bendición estuvo a cargo del padre Mario Bouvy. La población de Atocha se ha extendido por laderas y rincones en afanosa lucha contra la naturaleza y factores emergentes de su proximidad a centros mineros cuya influencia ha resultado paradójica, sin haber logrado ningún beneficio de desarrollo para la población. 
Vencidas tan adversas condiciones naturales y superando la influencia negativa de factores más poderosos que su anhelo de progreso, los habitantes de Atocha han conseguido laboriosamente un relativo bienestar que les ha capacitado para el manejo directo y racional de sus propios recursos mediante la creación de un municipio autónomo. 
La actual ciudad de Atocha, fue creada el 22 de noviembre de 1912, para lo cual se solicitó la autorización de la Cia. Aramayo Mines Of Bolivia y la empresa Ferroviaria Railway & Co., quienes entraron de acuerdo para cobrar alquiler en 10 centavos/mes/m² a la población, denominado en ese entonces Punta Rieles o Tambo Pérez. En 1929 se iniciaron los trámites de expropiación judicial seguido por el municipio, trámite que fue interferido por la Guerra del Chaco. El fallo se conoce el 6 de septiembre de 1943 a favor de la Honorable Alcaldía Municipal de Tupiza. Luego de la creación del municipio de Atocha en 1963, las primeras oficinas funcionaron en la escuela Eduardo Abaroa. La primera labor del burgomaestre fue la construcción de un canchón, para el salado de la corambre constituyendo su principal fuente de ingresos y la construcción del retén municipal. Posteriormente, se construyeron las oficinas del Gobierno Municipal en la actual calle Comercio en la gestión del alcalde César Flores F.

## Geografía

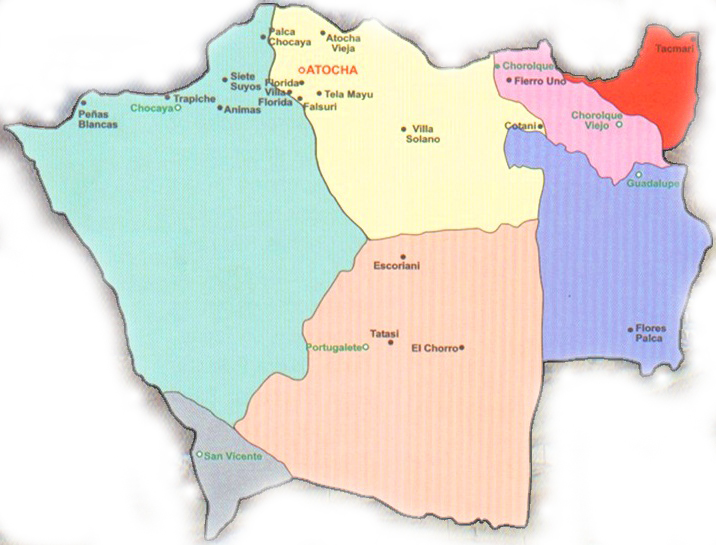
División Política del Municipio de Atocha.

El municipio de Atocha está ubicado en la parte noroeste de la provincia de Sud Chichas, que a su vez se localiza en la región oriental del departamento de Potosí. El territorio municipal tiene una altura que va desde los 3000 m s. n. m. a 5562 m s. n. m., con esta última localizándose encima del cerro Chorolque. 
La capital del municipio se localiza en la ribera del río que lleva el mismo nombre de Atocha, y tiene tres puntos de referencia muy importantes como son el cerro Chorolque, el cerro Ánimas y San Vicente.

### Latitud y longitud
El municipio se encuentra demarcada entre las coordenadas geográficas de los 20°15′ de Latitud Sur y 65°14′ de Longitud Este. El municipio de Atocha limita al norte con la provincia de Quijarro, al noreste con la provincia Nor Chichas, al sur y sureste con el municipio de Tupiza, al oeste con las provincias de Nor Lipez y Sud Lipez.

### Extensión
El municipio tiene una superficie aproximada de 2235,50 km² que representan el 26,25 % de los 8516,00 km² del territorio provincial, es decir, el restante corresponde al territorio del municipio de Tupiza. Sin embargo, en las referencias del INE (CNPV 2001), se indica para el municipio una superficie de 1949 km², representando sólo al 23 % de la superficie provincial.
Las discrepancias respecto a la extensión de la superficie municipal, puede deberse a la inexactitud de los límites de las comunidades así como de su localización, por ejemplo la comunidad de Tacmari, en los mapas cartográficos del IGM, se ubica en el extremo noreste del municipio y fuera de los límites conocidos del municipio, más bien adentrándose en el territorio del municipio de Cotagaita, es posible que sea esta una de las razones donde se originan las discrepancias respecto a la extensión del territorio municipal.

## Demografía
De acuerdo con el censo boliviano de 2024, la población del municipio de Atocha es de 9 364 habitantes.
La población del municipio disminuyó aproximadamente una cuarta parte entre 1992 y 2024:
| Año  | Habitantes (municipio) | Fuente |
| ---- | ---------------------- | ------ |
| 1992 | 12.216                 | Censo  |
| 2001 | 9.536                  | Censo  |
| 2012 | 11.226                 | Censo  |
| 2024 | 9.364                  | Censo  |

## Distritos

### Telamayu

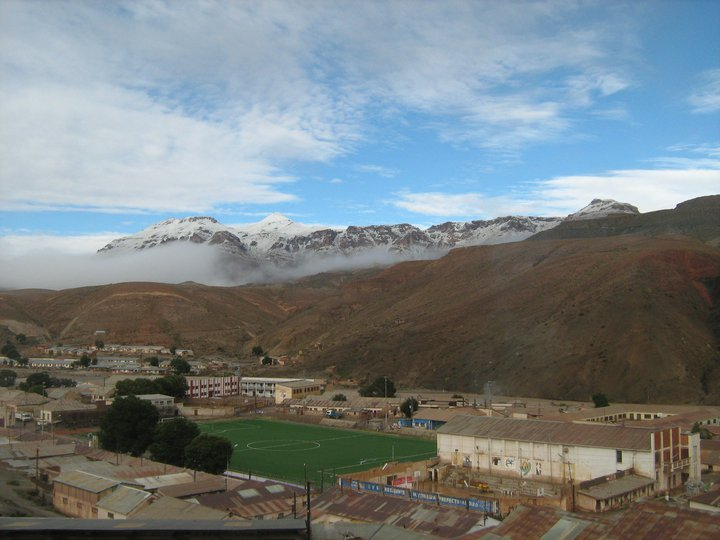
Telamayu.

En la localidad de Telamayu se encuentra el ingenio de las minas Quechisla. Según la documentación histórica, se sabe que las primeras máquinas de energía usadas en la región fueron las gemelas de las que se usaron en el barco RMS Titanic. Estas máquinas distribuían energía a las minas que poseía Aramayo y que en 1952 pasaron a pertenecer a la Corporación Minera de Bolivia. Como se puede apreciar, en las minas de la región se contaba con los avances tecnológicos tanto durante la época de la colonia como republicana. En la actualidad son parte del Museo Minero del Ingenio de Telamayu.
Telamayu figura en la lista de los centros mineros más importantes del departamento de Potosí y de Bolivia. Telamayu, junto a la ciudad comercial de Atocha, eran considerados en la década de los años 70 como parte de los campamentos más importantes de la Corporación Minera de Bolivia. En la población estaba el Coligio secundario Chichas, en el que estudiaban jóvenes de toda la región minera adyacente. Asimismo, la Comibol contrataba grupos artísticos famosos que ofrecían conciertos en el escenario de "El Rancho". Por ejemplo, en 1972 actuaron Los Iracundos; empero, luego del Decreto Supremo 21060, dictado por el gobierno de Víctor Paz Estenssoro y debido a la caída del precio internacional de los minerales, se produjo el despido masivo de los trabajadores de la empresa estatal y el pueblo quedó casi abandonado. Telamayu posee aún potencial mineralógico con yacimientos de plata, zinc y sobre todo bismuto que en sus épocas de gloria y esplendor dieron fuentes de trabajo de miles de trabajadores del subsuelo, tal como testimonian los archivos de la Corporación Minera de Bolivia. Los diques de colas están compuestos por los desechos minerales que fueron depositados por las operaciones de los campamentos de la zona y por la Planta Metalúrgica de Telamayu. Los desmontes se formaron desde 1910 hasta 1985. En ese lapso, los desechos mineros se acumularon para transformarse en dos cerros artificiales compuestos, sobre todo por piritas estañíferas.

### Atocha Vieja

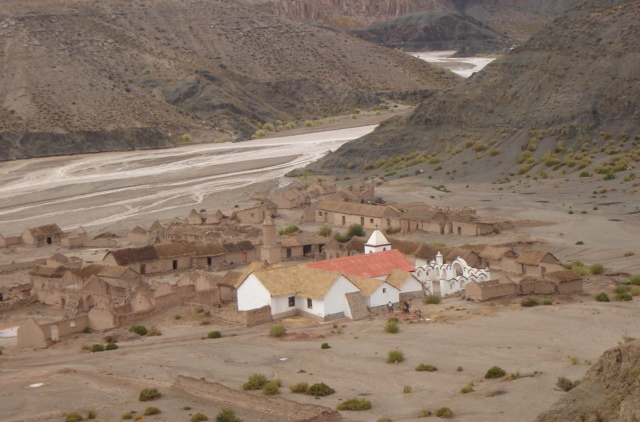
Atocha Vieja

Se encuentra a 3 km.de la actual localidad siguiendo el camino a Quechisla a orillas del río Atocha, se halla rodeado por los cerros Calvario Punta, Chaupi Añawi,y Panteón Punta; en cuyas cumbre se realizan costumbres ancestrales. Su origen data de la época colonial.
La antigua comunidad tiene una plaza en el centro existe un pedestal de piedra y adobe de 8 metros de alto; en el periodo colonial fue considerado como símbolo de justicia en su pico se exponían sus cabezas de los ajusticiados, la plaza está rodeado por solares antiguos, casas rústicas de piedra y adobe techadas con pajas.
Los españoles en la explotación minera instalaron un ingenio rudimentario para procesar minerales en esta zona, como también se levantó un templo cuya construcción responde a un estilo colonial 
Una destacada fecha para Atocha Vieja, fue la visita del Mariscal Antonio José de Sucre en su retirada de la presidencia como consecuencia del tratado de Piquiza, impuesto por el invasor Agustín Gamarra, el 12 de julio de 1827. Atocha Vieja albergó al padre de la patria y en esta localidad el Mariscal Sucre, escribió su última carta en territorio boliviano, la misma que estuvo dirigida a Francisco Burdett O`Connor, en fecha 12 de agosto de 1828.

### San Vicente

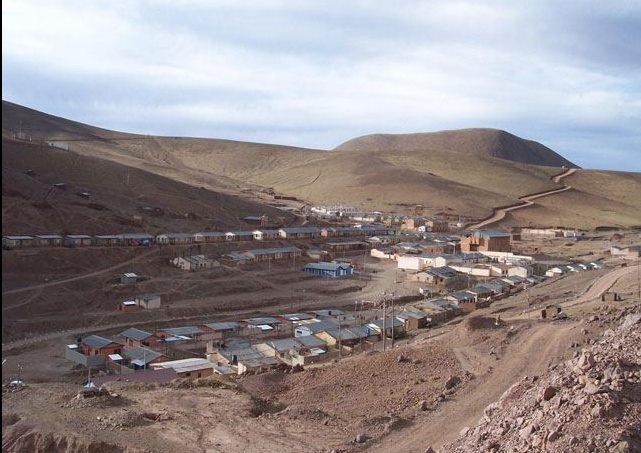
San Vicente

Los conocidos pistoleros norteamericanos Butch Cassidy y Sundance Kid, que llegaron a la comunidad de “San Vicente” buscando refugio, fueron ajusticiados en esta localidad. Estos bandidos, que llegaron en el mes de agosto de 1908, inicialmente pisaron tierras chicheñas en la ciudad de Tupiza. Los dos famosos bandoleros norteamericanos, miembros del grupo de maleantes “WILD BUNCH” (Banda Salvaje), ingresaron en el país con los nombres de Santiago Lowe y Frank Boyd. En realidad eran Butch Cassidy (Robert le Roy Parker) y The Sundance Kid (Harry Alonzo Longabaugh), perseguidos incasablemente por la primera policía privada de los Estados Unidos, “PINKERTON DETECTIVES”, donde realizaron numerosos y espectaculares asaltos a los trenes, a los bancos más grandes del oeste estadounidense y a empresas privadas. Las víctimas de estos criminales iniciaron la eliminación de todos los miembros de la Banda Salvaje, organizando y financiando a la agencia Pinkerton Detectives con la tecnología de esa época. En Bolivia, un asalto armado se realizó el 4 de noviembre de 1908 a horas 9:30 de la mañana, a tres leguas de distancia de Salo, en el punto Huaca Huañusca. Fue un asalto dirigido por los dos bandidos norteamericanos armados de rifles, revólveres y puñales. Posteriormente, la fuerza pública combatió contra ellos, los capturó, les dio muerte y los identificó, en el centro minero de San Vicente, el 6 de enero de 1908. Hoy se puede observar el cementerio donde se enterraron sus cuerpos.

### Chorolque

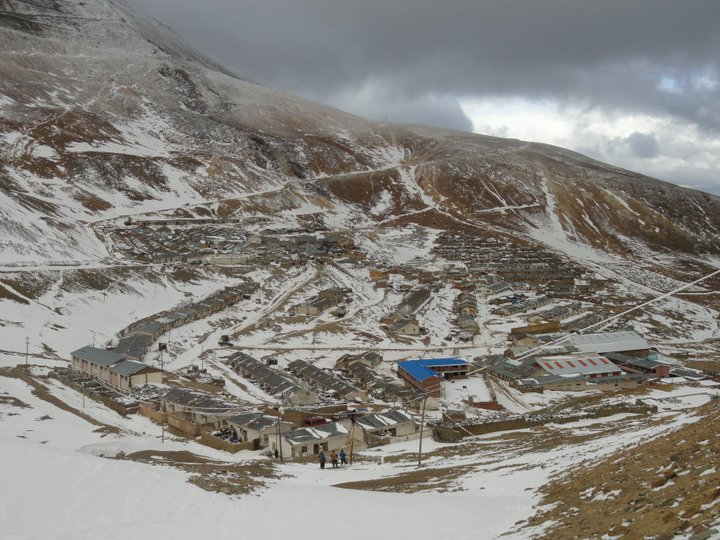
Chorolque.

La minas más antiguas de plata y estaño de la cooperativa Chorolque, minas Olga y nivel Ocho, intercomunicadas, que están a una altitud de 5363 m s. n. m. datan de la época de la colonia. La montaña de plata y estaño es famosa por su riqueza mineralógica y el esplendor del majestuoso cerro Chorolque. El trabajo de los mineros actuales dentro de los socavones, explotando el estaño comenzó en el periodo colonial y se mantiene hasta hoy con las mismas herramientas y técnicas de trabajo. En Chorolque también encontramos galerías rústicas. La explotación de las vetas de minerales tales como plata, zinc, estaño y sus derivados del cerro Chorolque. Las costumbres y creencias de las minas, la challa, k’hoa, el Cigarrillo, alcohol, hojas de Coca en honor al Tío, el Dios de la mina.

### Animas

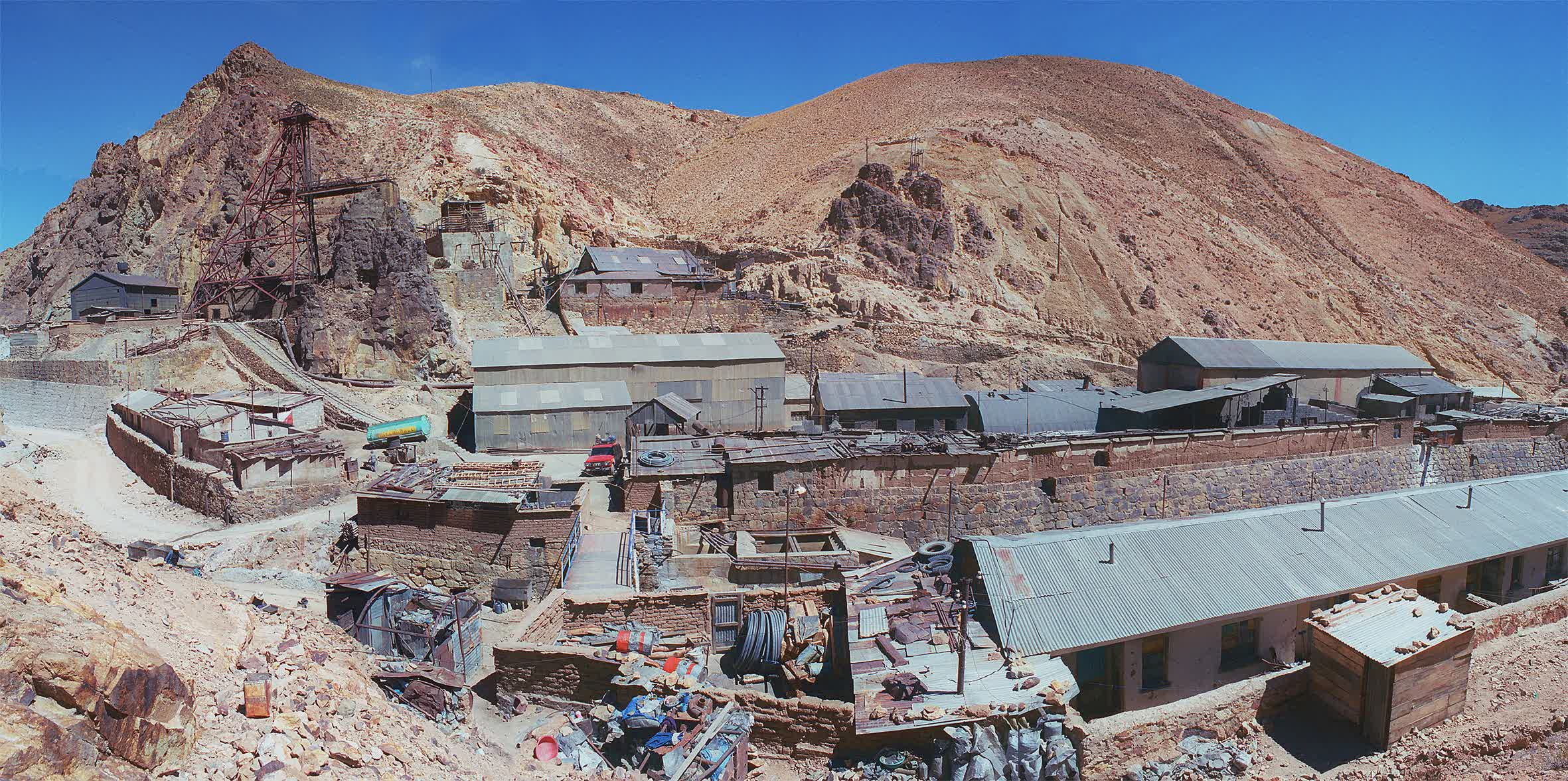
Animas.

El campamento minero de Animas que está ubicada en un cañadón entre los cerros Pabellón y Gran Chocaya, construida en las laderas a una distancia de 18 kilómetros de la capital del municipio, con una altura de 4.268 m s. n. m. (esta mina pertenecía a Avelino Aramayo). Continua hacia la bocamina de Ánimas que tiene conexión a la bocamina de Siete Suyos con una profundidad de 515 metros, se aprecia un museo rústico con herramientas y máquinas. Este tramo en interior mina tiene una distancia 255 metros al límite con la mina.

### Siete Suyos

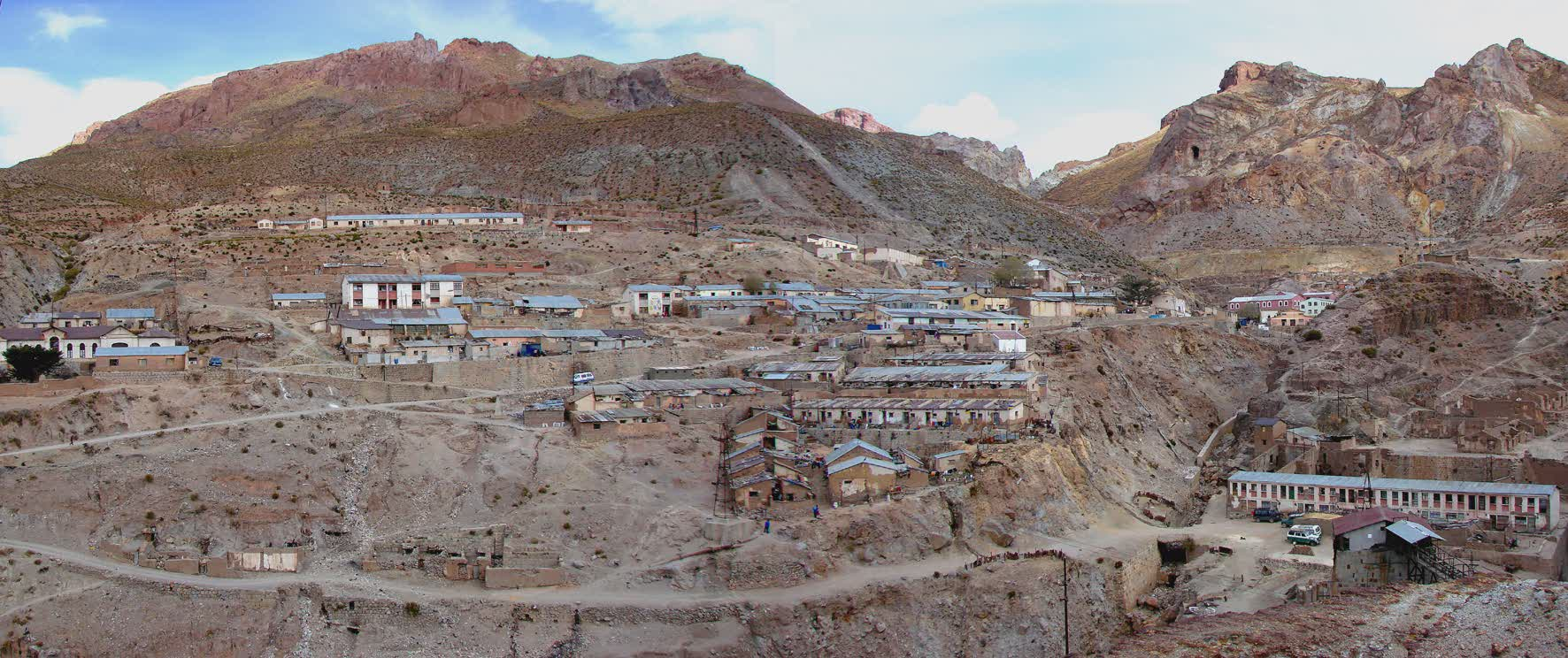
Siete Suyos.

Minas antiguas de Atocha que en épocas pasadas perteneció a un gran empresario Avelino Aramayo. Se conserva las diferentes galerías y oficinas que anteriormente pertenecieron a la Corporación Minera de Bolivia existen wincheras apareciendo nivel tras nivel. posteriormente se tendrá que subir por 14 escaleras y cada uno tiene una medida de 7 metros de largo haciendo un total de 84 metros de altura A continuación el traslado se lo realiza en cabinas colgadas de un sistema de cables que se encargan de hacer avanzar a las unidades a través de las estaciones, siguiendo el recorrido se observa las primeras máquinas de energía, que fueron las gemelas al que se usaron en el barco RMS Titanic, que distribuían energía a las minas de Aramayo como se puede apreciar los avances tecnológicos de la época de la colonia que en la actualidad son parte del Museo Minero del Ingenio de Telamayu.

### Chocaya Vieja

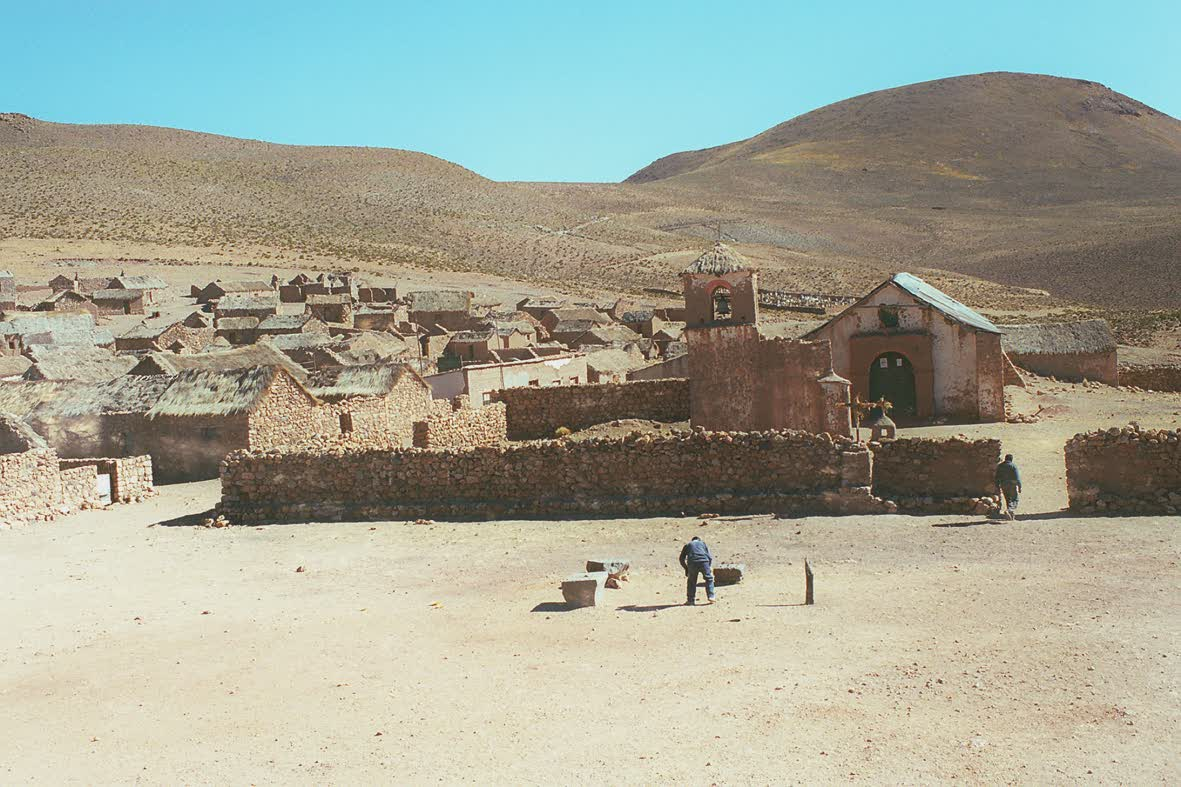
Chocaya Vieja.

Se encontraron metales tan ricos y fue tal el alboroto de este descubrimiento, que al darle parte al rey Felipe II, quiso también este monarca aumentar el nombre de este mineral dándole el título de Gran Chocaya.
Se estableció la primera casa de la moneda para que los azogueros hicieran sellar por su cuenta la plata de cruz que entonces circulaba: porque tal era la riqueza que se descubrió que habían de 13 a 14 mil trabajadores. Entre nobles se contaba trescientas señoras de saya y manto quinientos caballeros de espada y cola.(Recopilación histórica transcrita de los archivos de la casa de la moneda Potosí :Atocha agosto de 1865)

### Tatasi

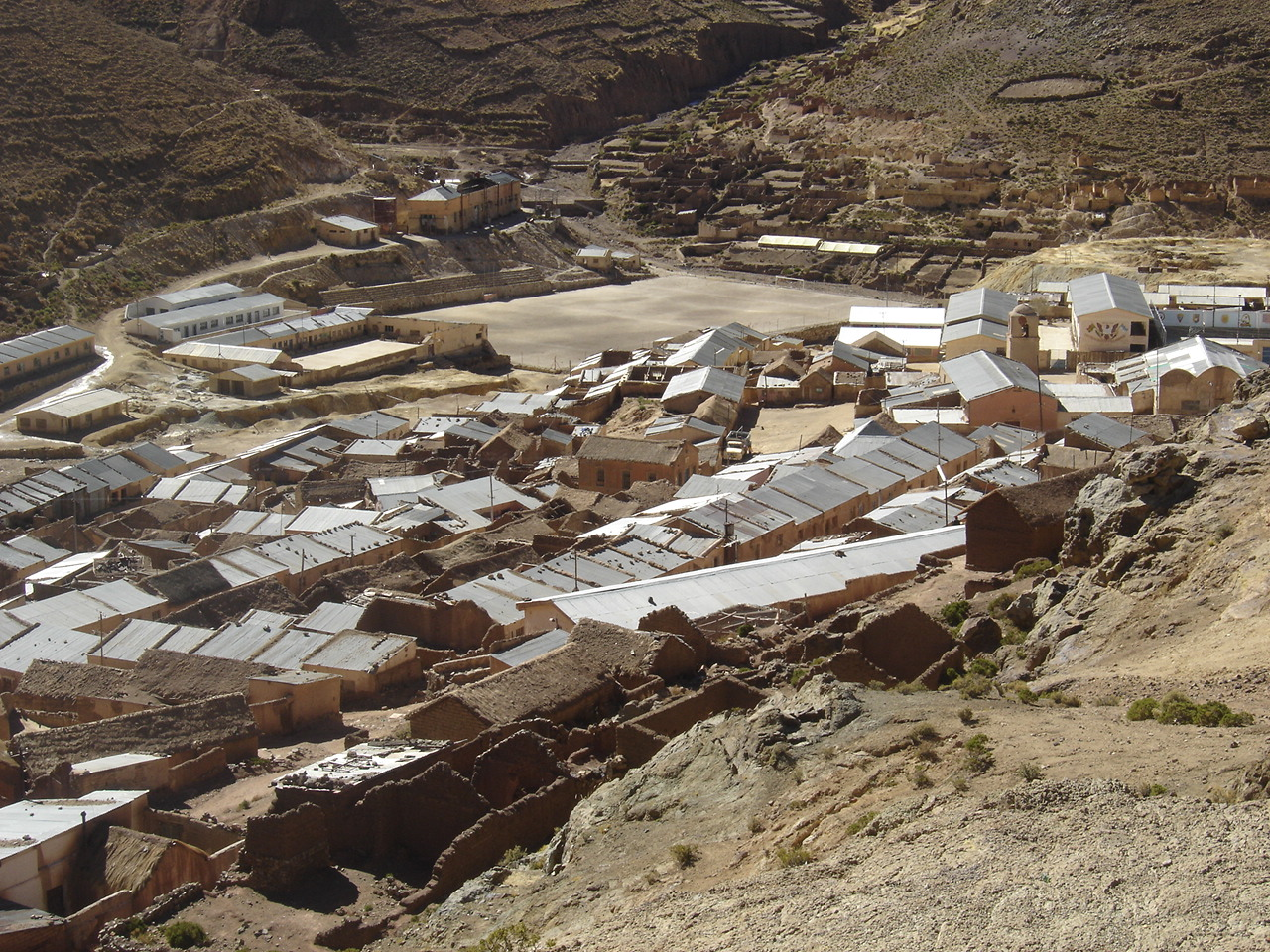
Tatasi.

Campamento Tatasi y Portugalete que pertenecía a la Empresa Minera Pacheco, quien explotaba el oro y la plata que en la actualidad se encuentran importantes vestigios de la explotación minera en la época colonial. También se encuentra lápidas, hornos de fundición, guillotinas y muros.
En el municipio de Atocha se puede observar formaciones geomorfológicas, marcadas por la acción del viento y la lluvia muestra las diferentes dimensiones o tamaños gigantescos.

### Portugalete

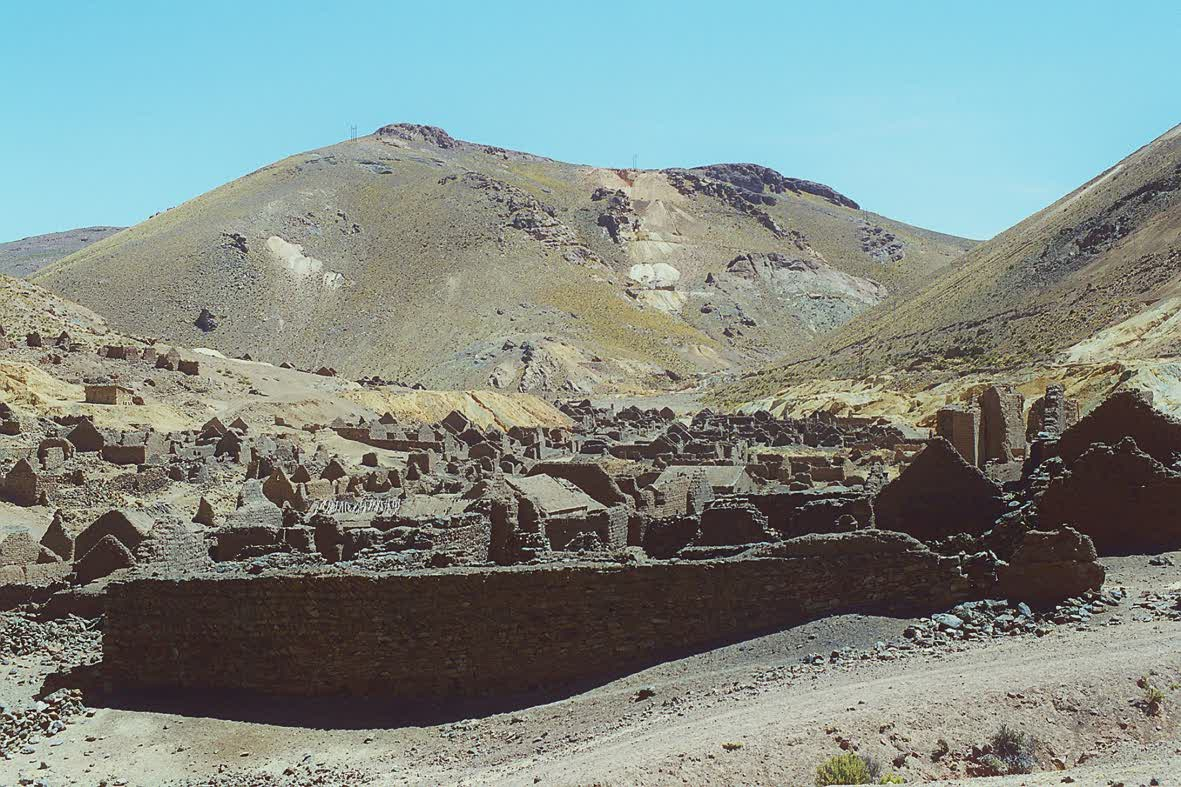
Portugalete.

Los incas incursionaron los chichas probablemente en los siglos XV entre los vestigios encontrados en Portugalete se cuenta con construcciones Incaicas Pirograbados, cerámica, arte rupestre, tallados líticos, etc. Las mismas que son conservadas con gran celo en algunos museos de la región.
En la organización social del imperio Inca Portugalete pertenecía al Ayllu Chocaya, constituyendo un núcleo quechua del imperio, por su inmensa riqueza minera de plata, uno de los vestigios que se encuentra es la estructura de la puerta del cementerio esencialmente el tallado en piedra del INTIRAYMI (Dios del Sol).

### Quechisla

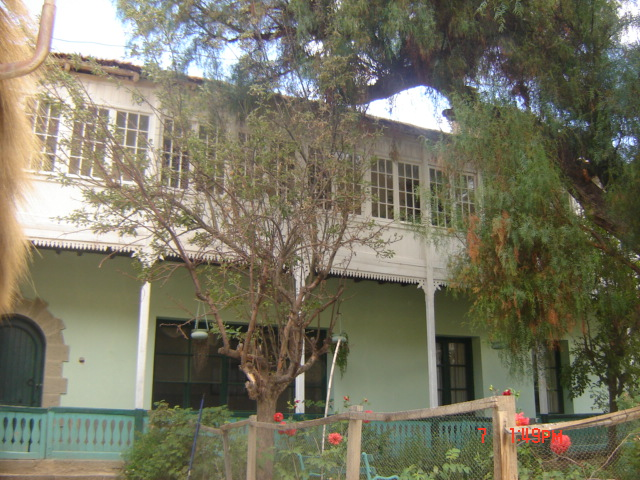
Quechisla.

Posee hermosos paisajes con una topografía que muestra un terreno extraordinario, por la conformación de cerros y montañas geomorfológicos.
Donde se tiene la presencia de viviendas de la época de la Colonia que acogieron al personal administrativo de los centros mineros de Animas, Siete Suyos, Santa Ana, Chorolque y Telamayu. Se observa el tipo de arquitectura característico de la zona como la Casa de Gerencia, de donde se administraba las minas de Avelino Aramayo que fue la sede social, también observar la capilla, los ranchos, documentación de registros de los trabajadores y la historia de la minería y enseres como equipo y herramientas empleadas en esos años de auge minero.

## Patrimonio natural
El patrimonio natural constituido por la variedad de paisajes que conforman que presenta Atocha. Atocha está situada al centro de una zona rica en minerales, cuya explotación no ha cesado desde los albores coloniales, es punto de convergencia del ferrocarril con importantes rutas camineras, cuya estabilización facilita su vinculación directa y rápida con los distritos agropecuarios de los chichas y cinti. Atocha presenta hermosos paisajes y formaciones geomorfológicas que son un atractivo turístico como ser: Formaciones naturales de piedra: El Huevo, La Botella, La Pera, La Palta, El Pingüino, El Sapo, El Angosto, El Monolito, La Muela entre otros. Formaciones naturales de montañas o cerros: La Leona, El León, El Camello, Las Velas, El Elefante Dormido (Tasna que pertenece al Municipio de Cotagaita). Entre otros atractivos tenemos El Hielito (en época de invierno), Socavones de donde aún se explotan los minerales y muchos otros atractivos más.

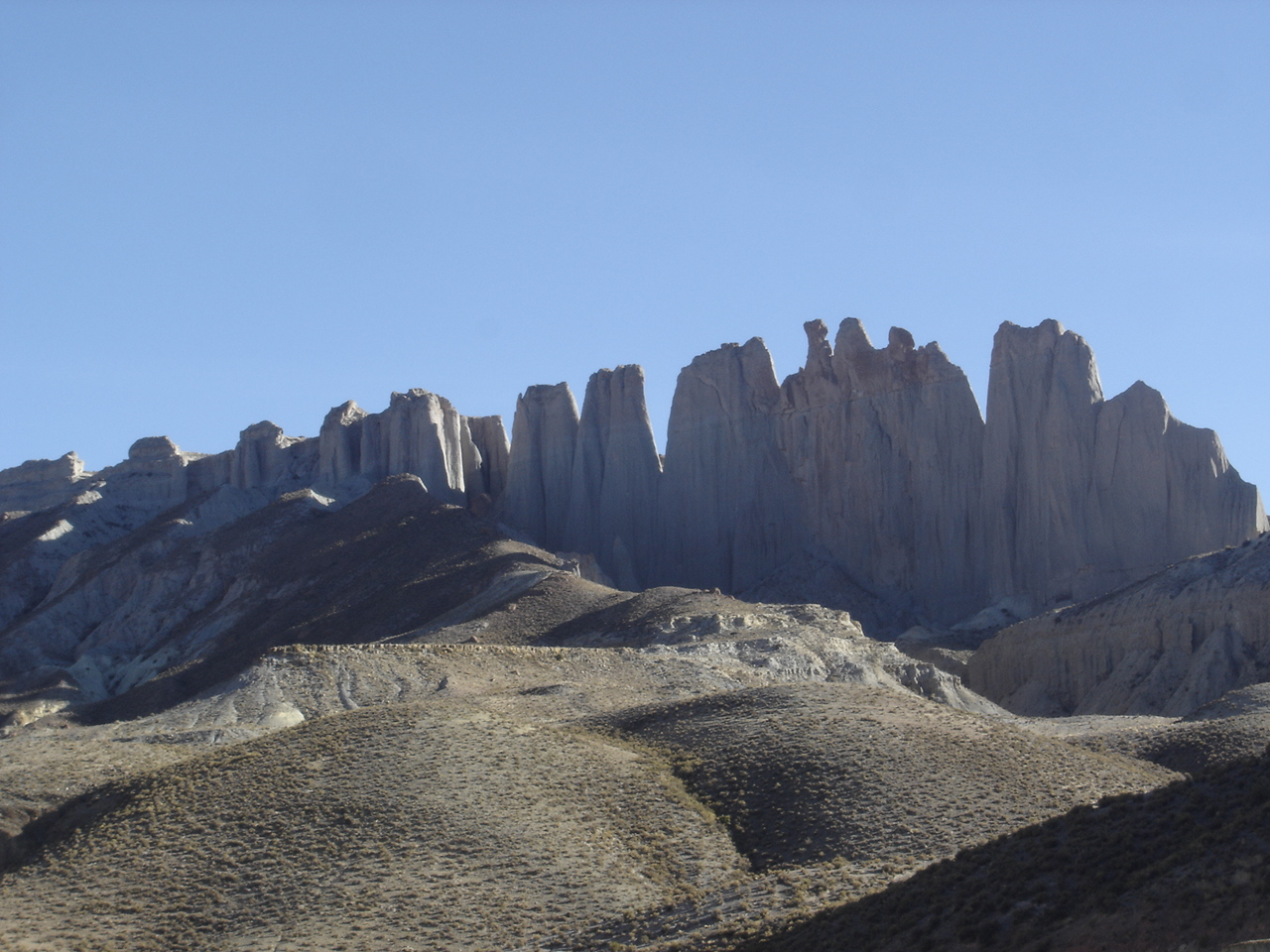
Las velas
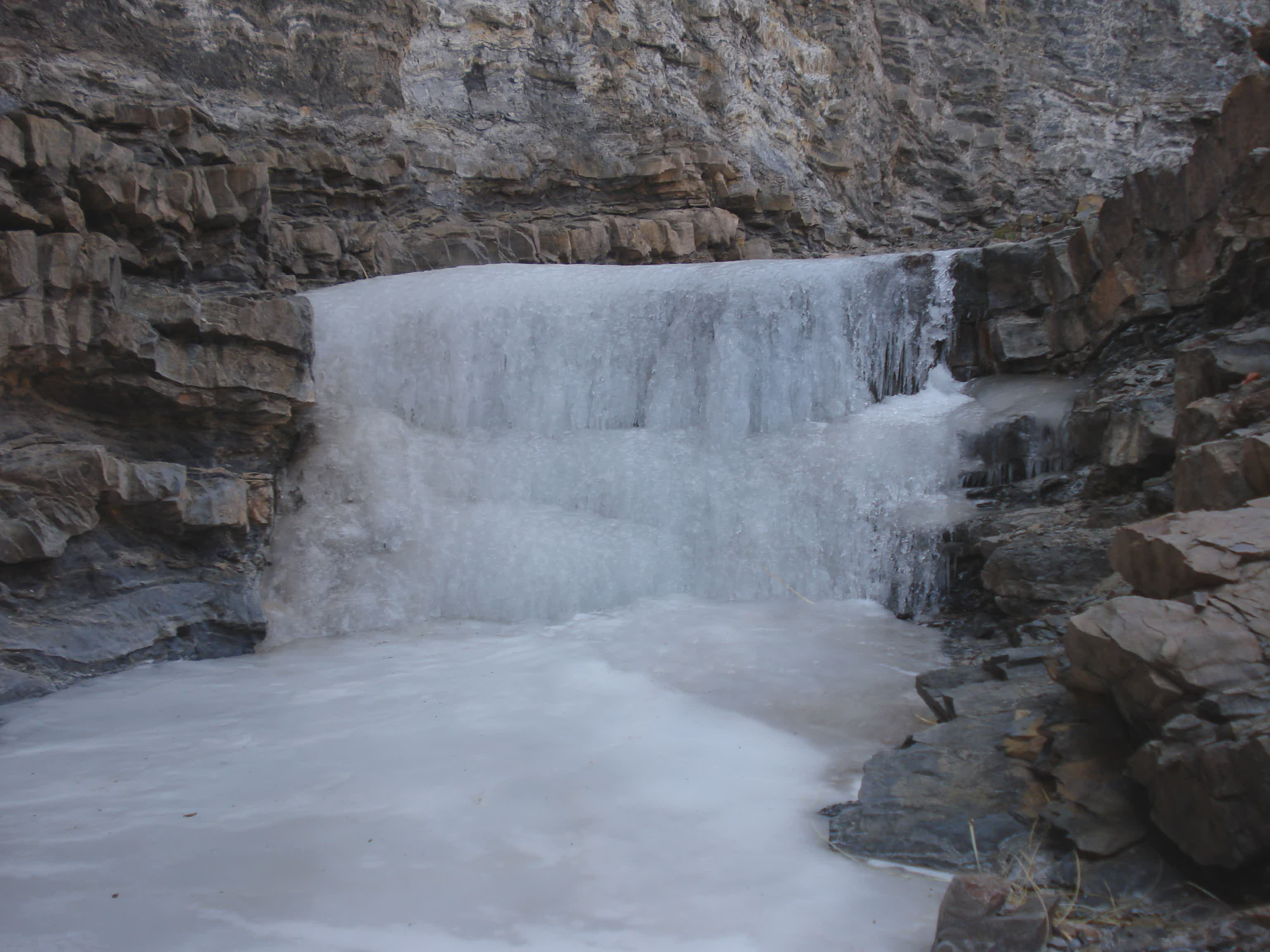
El hielito
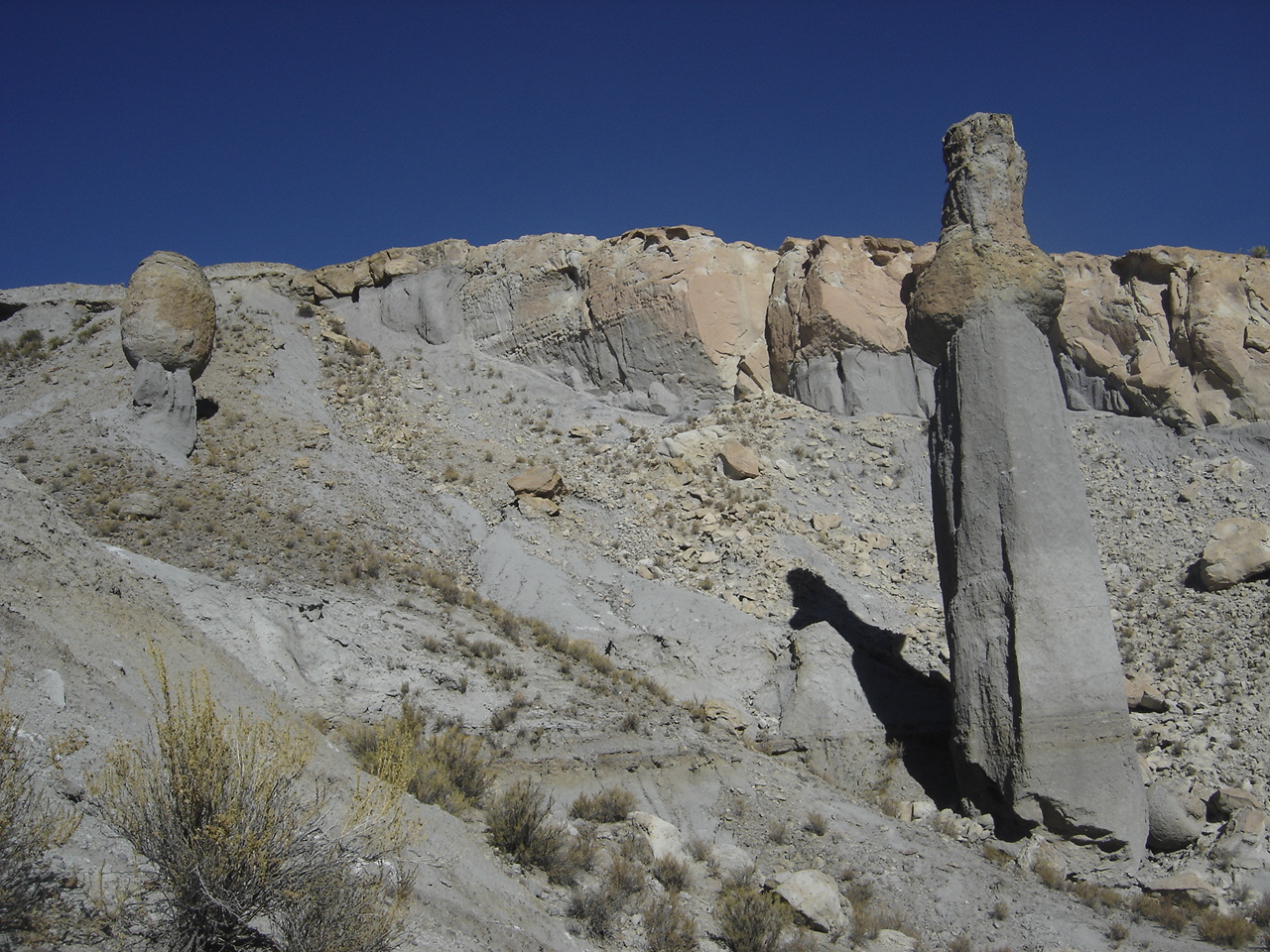
El Huevo y la Botella
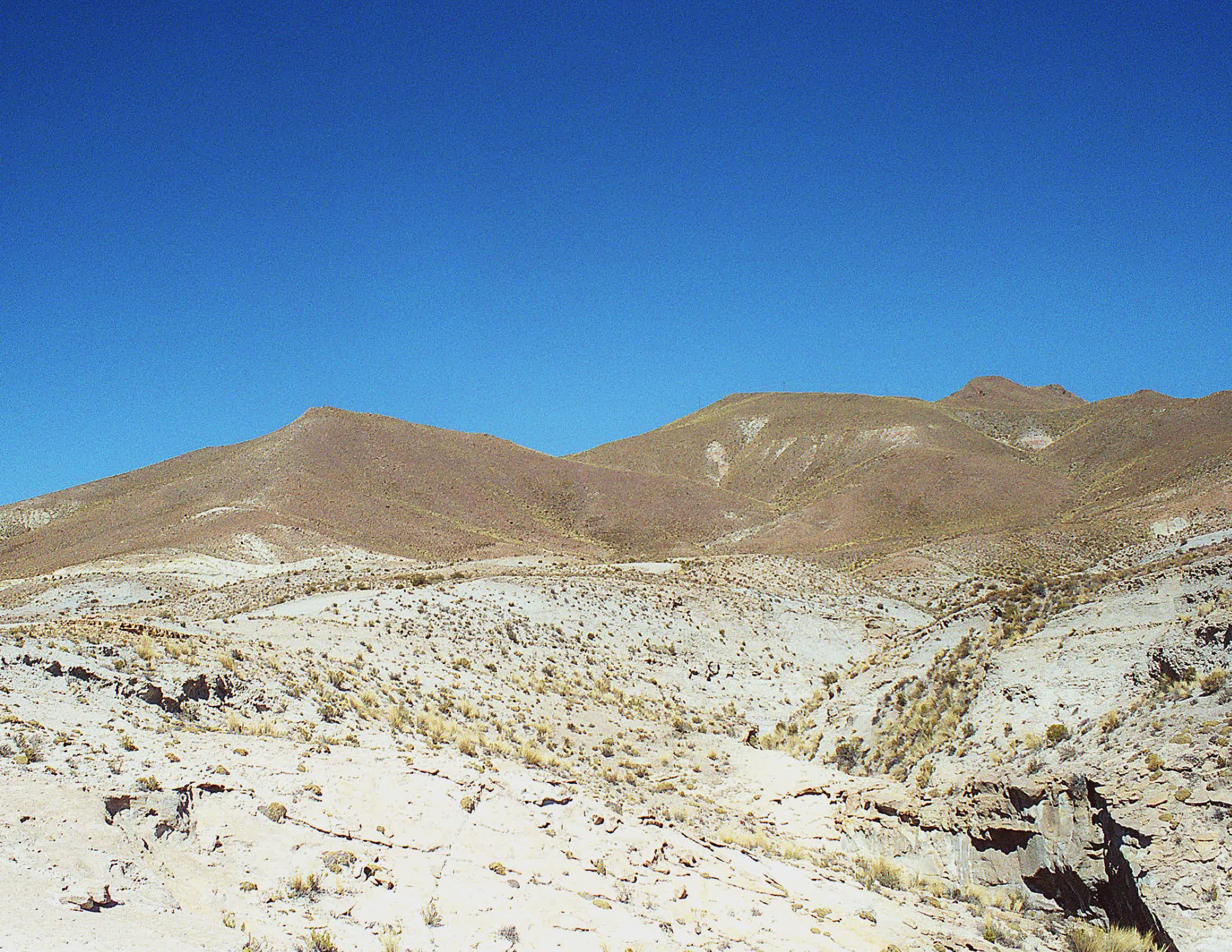
La Bella Durmiente
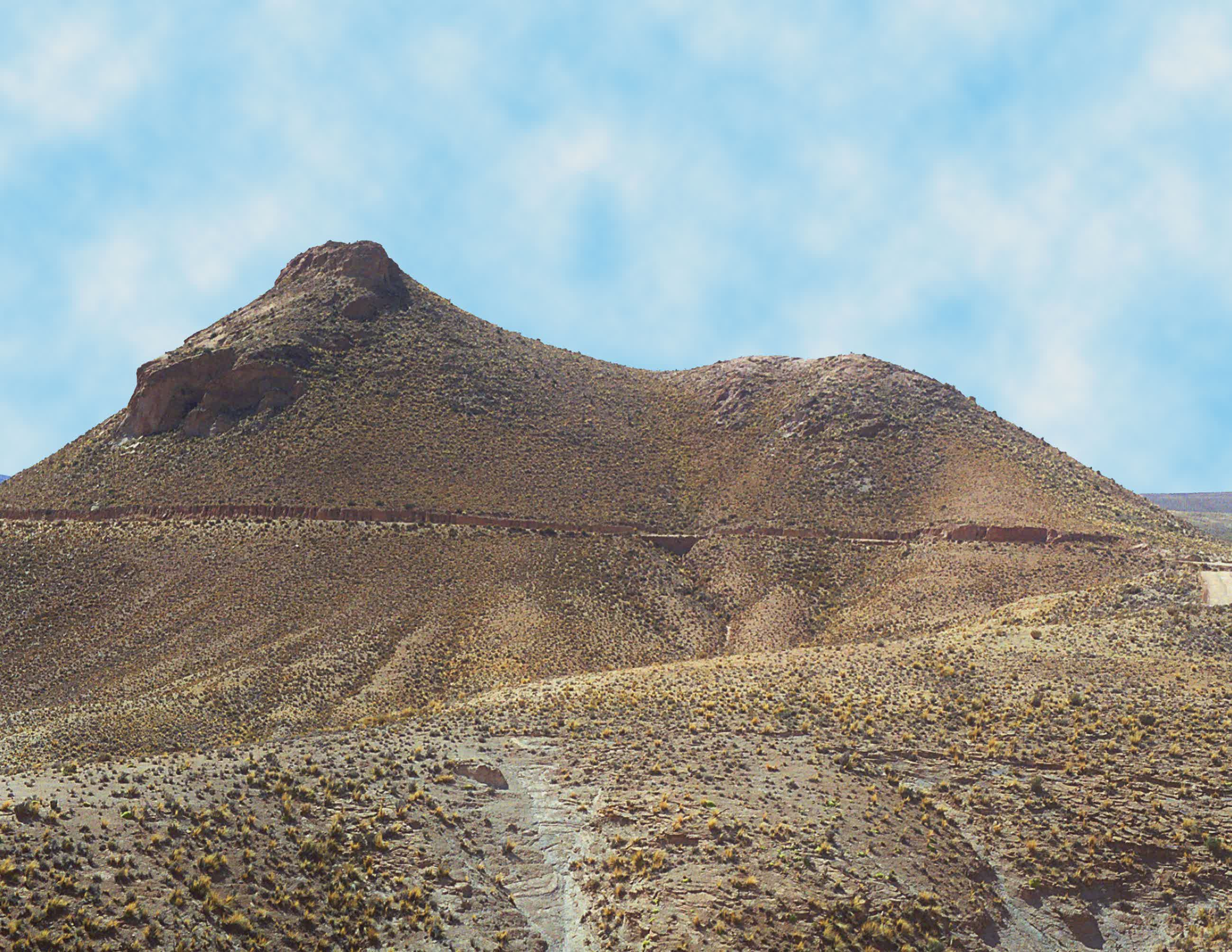
La Leona
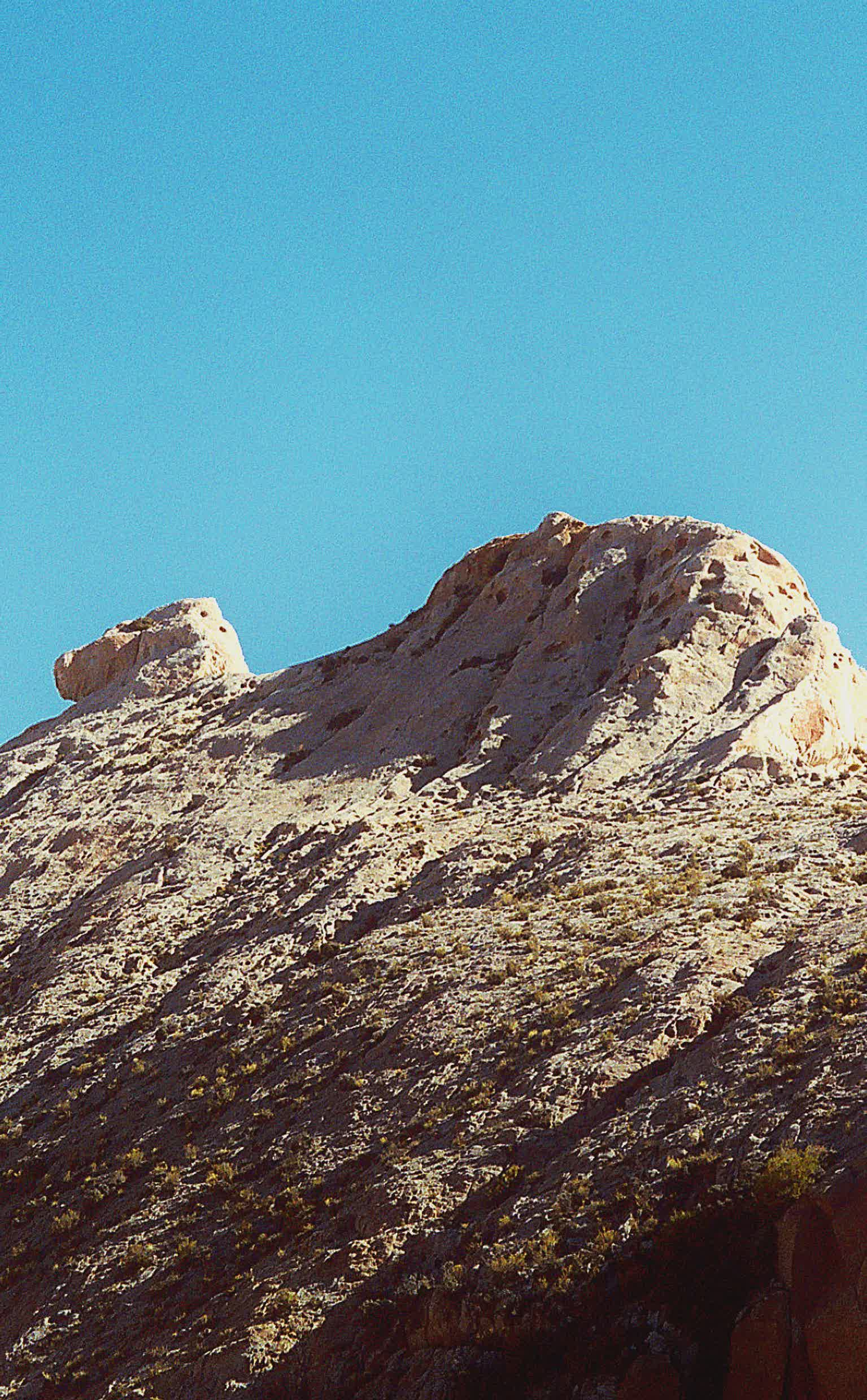
El Camello

## Otros proyectos
- Wikimedia Commons alberga una categoría multimedia sobre Atocha.

- Datos: Q1477927
- Multimedia: Atocha Municipality / Q1477927